# Anna-Teresa Tymieniecka
Anna-Teresa Tymieniecka, poljsko-ameriška filozofinja, fenomenologinja,  * 28. februar 1923, Marianowo, Poljska, † 7. junij 2014, Pomfret, Vermont, Združene države Amerike.
Bila je ustanoviteljica in predsednica The World Phenomenological Institute (Svetovnega fenomenološkega inštituta) ter urednica (od njegove ustanovitve konec šestdesetih let) Analecta Husserliana. 

## Življenjepis

### Izobraževanje in poučevanje
Anna-Teresa se je rodila v aristokratski poljsko-francoski družini. Njeno spoznavanje filozofije se je začelo že v zgodnji mladosti z branjem temeljnega dela Kazimierza Twardowskega, ustanovitelja filozofsko-logične Lvovsko-Varšavske šole, O vsebini in predmetu predstavitev (Zur Lehre vom Inhalt und Gegenstand der Vorstellungen), pa tudi dela Platona in Bergsona. Kasneje pa jo je s filozofijo seznanila tudi njena mati, Maria-Ludwika de Lanval Tymieniecka.
Po koncu druge svetovne vojne je začela sistematično študirati filozofijo na Jagelonski univerzi v Krakovu pod vodstvom Romana Ingardena, učenca slavnih učiteljev Kazimierza Twardowskega in Edmunda Husserla. Hkrati je študirala na Akademiji za likovno umetnost v Krakovu.
Po končanem celotnem univerzitetnem tečaju se je v dveh letih preselila v Švico, kjer je nadaljevala študij pri drugem pomembnem poljskem filozofu in logiku Jozefu Mariji Bochenski na Univerzi v Fribourgu (Švica). Njen doktorski študij, posvečen raziskovanju temeljev fenomenologije v filozofijah Nicolaia Hartmanna in Romana Ingardena, je bil kasneje objavljen kot Bistvo in obstoj (1957). Leta 1951 je na Sorboni pridobila svoj drugi doktorat, tokrat iz francoske filozofije in književnosti.
V letih 1952–1953 je opravljala podoktorske raziskave na področju družbenih in političnih znanosti na College d'Europe v Bruggeju v Belgiji. Od tega trenutka je Tymieniecka začela svojo pot v filozofiji tako, da je razvila posebno fenomenološko idejo, ki ni bila niti Husserlova niti Ingardenova.
Leta 1956 se je poročila s Hendrikom S. Houthakkerjem, profesorjem ekonomije na Univerzi Stanford (1954–1960) in Univerzi Harvard (od 1960) ter članom sveta ekonomskih svetovalcev predsednika Nixona (1969–1971).
Leta 1979 je v sodelovanju s Karolom Wojtylo, ki je leta 1978 postal papež Janez Pavel II., izdala angleški prevod Wojtyline knjige Oseba in zakon (Osoba i czyn). Oseba in zakon, eno najpomembnejših literarnih del papeža Janeza Pavla II., je bilo sprva napisano v poljščini. Danes je preveden še v francoščino, italijanščino, nemščino, španščino, angleščino in druge jezike. Angleški prevod Tymieniecke je zelo kritiziran, namreč kritiki trdijo, da je Tymieniecka "spremenila poljski prevod, zamenjala njegov tehnični jezik in besedilo upognila svojim filozofskim pomislekom." Rečeno je tudi, da se tudi Janez Pavel II. s tem prevodom ni strinjal. Poleg tega je bil prevod objavljen pred dokončno izdajo poljske različice, kar kaže, da avtor ni želel končne različice. Prav tako kritiki menijo, da je angleški naslov, ki ga je uporabila Tymieniecka, The Acting Person, ne ustreza v celoti, saj naj bi bil naslov avtorja namenjen prenašanju napetosti med subjektivno zavestjo (osebo) in objektivno resničnostjo (dejanjem). Kljub vsesplošnemu nesoglasju je Tymieniecka leta 2001 vztrajala, da je njeno delo "dokončna" angleška izdaja Osoba i czyn.
Od 1955 do 1956 je bila docentka za matematiko na Oregon State College (Oregon, ZDA) in docentka na univerzi Pennsylvania State University (od 1957). V letih 1961–1966 je bila na Inštitutu za samostojni študij na kolidžu Radcliffe (Institute for Independent Study at Radcliffe College). V letih 1972–1973 je bila profesorica filozofije na St. John's Univerzi (New York, ZDA).

### Odnos s papežem Janezom Pavlom II.
Tymieniecka in Wojtyla, kasneje papež Janez Pavel II., sta se spoprijateljila leta 1973, ko je bil on nadškof v Krakovu. Prijateljstvo je trajalo trideset let do njegove smrti. Pisma, ki ji jih je pisal, so bila del zbirke dokumentov, ki so bila leta 2008 prodana Poljski narodni knjižnici. Po poročanju BBC-ja je knjižnica sprva skrivala pisma javnosti, deloma zaradi poti Janeza Pavla do svetništva, vendar je uradnik knjižnice februarja 2016 napovedal, da bodo pisma javno objavljena. Februarja 2016 je BBC-jev dokumentarni program Panorama "razkril", da je bil Janez Pavel II. v tesnih odnosih s poljsko filozofinjo Tymieniecko. 30 let sta si izmenjala osebna pisma in Stourton verjame, da je Tymieniecka v nekaterih izmed njih Wojtyli rekla, da ga ima rada. Vatikan je dokumentarni film opisal kot "več dima kot ognja", Tymieniecka pa je zanikala odnos z Janezom Pavlom II.. Pisatelja Carl Bernstein, preiskovalni novinar škandala Watergate, in vatikanski strokovnjak Marco Politi, sta bila prva novinarja, ki sta se v devetdesetih letih pogovarjala z Anno-Tereso Tymieniecko o njenem pomenu v življenju Johna Pavla. Po intervijuju sta ji v svoji knjigi "Njegova svetost" iz leta 1996 posvetila 20 strani. Bernstein in Politi sta jo celo vprašala, ali je že kdaj vzpostavila kakšen romantičen odnos z Janezom Pavlom II., "Pa naj bo enostranski." Odgovorila je: "Ne, nikoli se nisem zaljubila v kardinala. Kako bi se lahko zaljubila v duhovnika srednjih let? Poleg tega sem poročena ženska." 

### Ustanovitev fenomenoloških društev in svetovni inšititut za fenomenologijo
- 1969 je Tymieniecka ustanovila International Husserl and phenomenological Research Society (Mednarodno združenje Husserla in fenomenoloških raziskav),
- 1974 International Society for Phenomenology and Literature (Mednarodno društvo za fenomenologijo in literaturo),
- 1976 International Society for Phenomenology and the Human Sciences (Mednarodno društvo za fenomenologijo in humanistične vede),
- 1993 International Society for Phenomenology, Aesthetics and Fine Arts (Mednarodno društvo za fenomenologijo, estetiko in likovno umetnost)
- 1995 Sociedad Ibero-Americana de Fenomenologia.

Prva tri društva so bila temelj za ustanovitev The World Institute for Advanced Phenomenological Research and Learning (Svetovnega inštituta za napredne fenomenološke raziskave in učenje) leta 1976, ki je bil kasneje reorganiziran v The World Institute for Phenomenology (Svetovni inštitut za fenomenologijo). Pobudo za ustanovitev tega inštituta so podprli Roman Ingarden, Emmanuel Levinas, Paul Ricoeur in Hans-Georg Gadamer ter direktor Husserlovega arhiva v Leuvenu (Belgija), Herman Leo Van Breda. Anna-Teresa Tymieniecka je bila prva predsednica inštituta. V njenem dolgoletnem predsedovanju je organizirala številne fenomenološke kongrese, konference in simpozije.

## Delo
Tymieniecka je bila od leta 1968 urednica knjižne serije Analecta Husserliana, letopisa fenomenoloških raziskav, katerega cilj je bil razviti in razširjati ideje ter fenomenološkega pristopa Edmunda Husserla. Serija je nastala kot nadaljevanje Jahrbuch fur Philosophie und Phanomenologische Forschung, ki ga je urejal Husserl. Od tod tudi njegovo ime Letopis, čeprav se kot knjižni niz pojavlja v več zvezkih na leto. Obsega obsežna raziskovalna dela, zbrana na seminarjih in mednarodnih konferencah Svetovnega inštituta za fenomenologijo in njegove štiri vključene mednarodne fenomenološke družbe s svetovnimi učenjaki. Glavni temi, ki jih delo obravnava sta človeško bitje in človeško življenjsko stanje.
Poleg dela Analecta Husserliana, je Svetovni Fenomenološki inštitut objavil tudi revijo Phenomenological Inquiry (Femenološka raziskava). Anna-Teresa Tymieniecka pa je bila skupaj z Gholamreza Aavanijem in libanonsko-britanskim filozofom Naderom El-Bizrijem tudi urednica springerske serije knjig z naslovom "Islamska filozofija in okcidentalna fenomenologija v dialogu". Med medkulturnimi dialogi fenomenologije se namreč islamska filozofija le-te še vedno komaj dotika. Namen Svetovnega fenomenološkega inštituta je, da razplete dialog med islamsko filozofijo in fenomenologijo - zlasti fenomenologijo življenja - na najgloblji filozofski ravni proti odkrivanju skupnih vrelcev filozofske meditacije.